# Carlo Livizzani Forni
 (septembre 2016).
Carlo Livizzani Forni (né le 1er novembre 1722 à Modène en Émilie-Romagne, alors dans les États pontificaux, et mort le 1er juillet 1802 à Rome) est un cardinal italien du XVIIIe siècle .

## Biographie
Carlo Livizzani Forni est le neveu du cardinal Giuseppe Livizzani Mulazzini (1753).
Il exerce diverses fonctions au sein de la curie romaine.
Le pape Pie VI le crée cardinal lors du consistoire du 14 février 1785, même avant son ordination comme prêtre en 1794. Il est nommé préfet de la Congrégation des eaux, ponts et canaux. Il participe au conclave de 1799-1800, lors duquel le pape Pie VII est élu.